# Grand dessein
Il Grand dessein ("Grande disegno" o "Grande progetto") di Enrico IV è un progetto politico di Massimiliano di Béthune, duca di Sully elaborato nel 1603 e pubblicato in Francia solo nel 1638 all'interno del trattato autobiografico di Sully (Mémoires, altrimenti noto come Les économies royales, "Le economie reali").

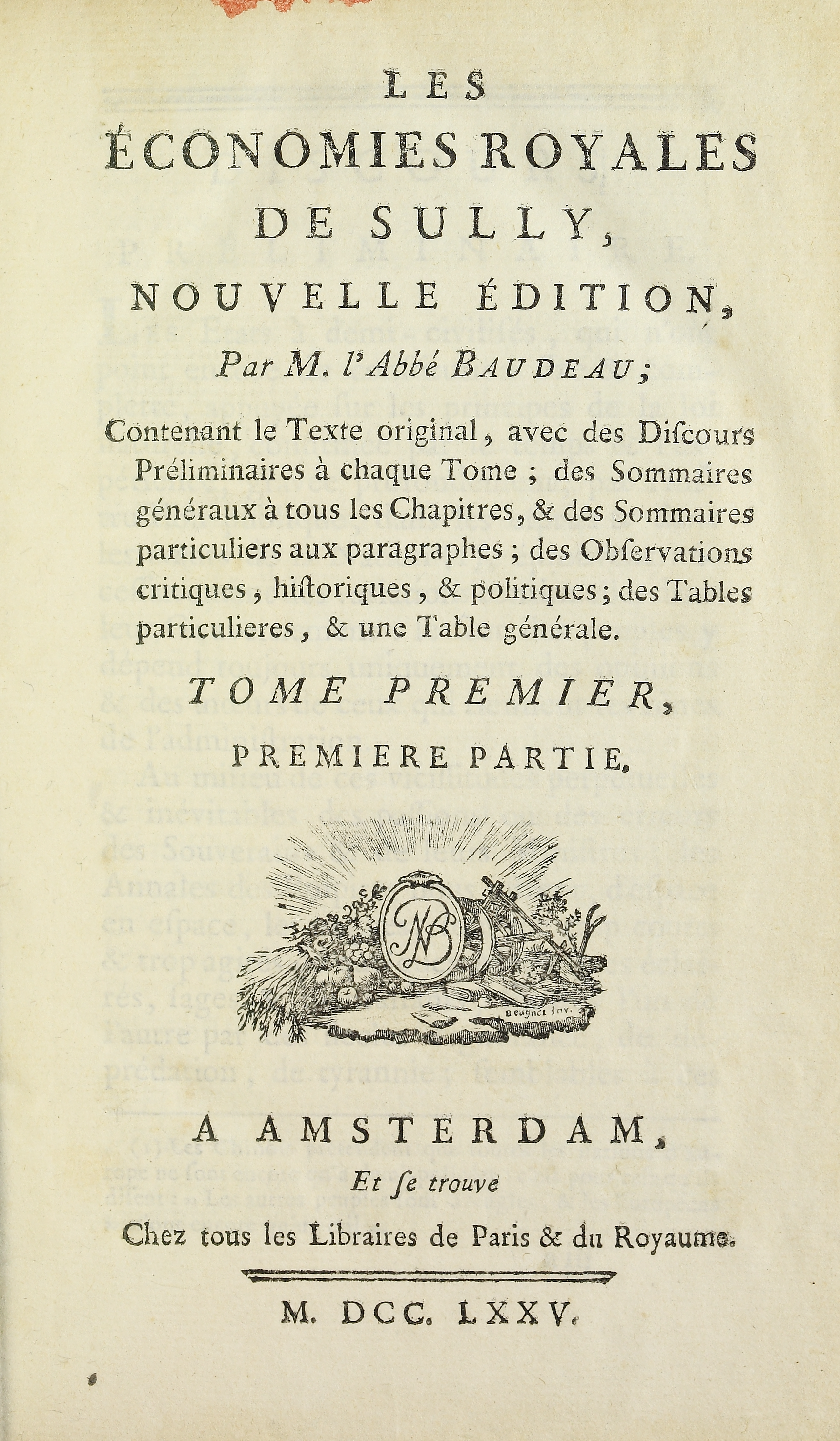
Les économies royales di Massimiliano di Béthune, in una edizione del 1775; all'interno di quest'opera è descritto il "grande disegno".

Malgrado il duca di Sully lo avesse chiamato "il grande disegno di Enrico IV", l'elaborazione di questo piano si deve allo scrittore francese e non al suo sovrano.

## La Francia al centro della pace universale
I progetti di pace universale della prima metà del XVII secolo nascevano nell'ambito della cultura politica dell'epoca dove la lotta per l'egemonia internazionale rappresentava uno dei nodi principali delle relazioni diplomatiche e dei conflitti bellici degli Stati europei. In quest'ottica i trattati che trattavano i temi della pacificazione generale dell'Europa finivano per esaltare il ruolo necessariamente predominante della nazione di appartenenza come Stato egemone e capace di mantenere saldo l'ordine internazionale. Questo tipo di pubblicistica fu fiorente in particolare nella Francia di Enrico IV, appena uscita da un secolo di guerre civili di natura religiosa e bisognosa di rilanciare in ambito internazionale il proprio prestigio politico.

Animato da questo spirito il Sully preparò il progetto del "Gran dessein", che nella versione manoscritta faceva riferimento fondamentalmente ad una campagna di guerra ad oltranza contro gli Asburgo (Spagna e Austria). Per ottenere la vittoria si sarebbe dovuti ricorrere ad una alleanza con l'Inghilterra, la Repubblica di Venezia, gli Stati protestanti tedeschi e i Paesi Bassi. L'obiettivo era smembrare i domini asburgici per limitarli al solo territorio spagnolo.

## Una"Respublica christianissima"
Nella versione per la stampa, il Grand dessein presenta il progetto di una "Repubblica cristiana" (addirittura "cristianissima" all'interno del testo) universale capace di garantire la libertà di culto delle tre principali confessioni cristiane (cioè cattolicesimo, luteranesimo e calvinismo). Sarebbe stata garantita inoltre la libertà di commercio per tutti e 15 gli Stati membri di nuova fondazione, tripartiti secondo le loro differenze istituzionali (monarchie elettive, monarchie assolute e repubbliche). La nuova Repubblica universale sarebbe stata retta da un Consiglio generale a cui si sarebbero affiancati i vari Consigli particolari competenti per aree regionali. Sarebbe stato costituito un esercito capace di imporre le decisioni prese a maggioranza agli Stati refrattari.